# Ben Bruce
Benjamin Paul Bruce (født 31. oktober 1988) er en engelsk musiker. Han er guitarist og backup vokalist for bandet Asking Alexandria.
Han grundlagde bandet sammen med medforsanger Danny Worsnop, i år 2008.
Ben Bruce kører sit eget tøjmærke som modedesigner og ejer af »Ben Bruce Clothing«
Han har planlagt at udgive et soloalbum gennem Sumerian Records. Dette er endnu ikke udkommet.